# Zénith di Parigi
Lo Zénith di Parigi (chiamato anche Zénith Paris, Zénith Paris - La Villette e Le Zénith) è sala da concerto e arena polifunzionale al coperto situata a Parigi, in Francia. 
Si trova nel Parc de la Villette nel 19º arrondissement sul bordo del Canal de l'Ourcq. La sua capacità di ospitare fino a 6.293 persone lo rende uno dei più grandi auditorium di Parigi.